# Лобково-куприковий м'яз
Лобково-куприковий м'яз ( т . pubococcygeus) бере початок від внутрішньої поверхні нижніх гілок лобкових кісток, обходить сечівник, піхву, пряму кишку, сполучається між собою, прикріпляється до крижово-куприкової зв'язки (lig. sacrococcygeus ant er ius) і куприка. 
Функція: звужує пряму кишку і піхву, піднімає їх і дно таза.